# Archiacanthocephala
Archiacanthocephala – gromada kolcogłowów (Acanthocephala). Obejmuje gatunki mające podłużne kanały w naskórku położone bocznie. Jądra komórkowe naskórka liczne, wtórnie podzielone. Tułów gładki lub pokryty kolcami, nie występuje pierścieniowanie. Protonefrydiów brak. U samic więzadło pojedyncze, rozpada się w okresie rozrodu. Gruczoły cementowe u samców w liczbie 6. Pasożyty ryb, płazów, gadów, ptaków i ssaków.

## Systematyka
Archiacanthocephala dzieli się na cztery rzędy:
- Apororhynchida
- Gigantorhynchida
- Moniliformida
- Oligacanthorhynchida